# Lumley Thicks
Lumley Thicks – wieś w Anglii, w hrabstwie Durham. Leży 9 km na północ od miasta Durham i 383 km na północ od Londynu.